# Ronee Blakley
Ronee Blakley (Nampa, Idaho, 24 de agosto de 1945) é uma atriz, escritora, compositora, produtora e diretora americana.